# (33886) Lilydeveau
2000 KU18 (asteroide 33886) é um asteroide da cintura principal. Possui uma excentricidade de 0.07517660 e uma inclinação de 1.06591º.
Este asteroide foi descoberto no dia 28 de maio de 2000 por LINEAR em Socorro.